# A'Shawn Robinson
A'Shawn Robinson (Fort Worth, Texas, 21 de marzo de 1995) es un jugador profesional estadounidense de fútbol americano que se desempeña en la posición de defensive tackle en New York Giants, equipo de la National Football League (NFL).

## Carrera
Fue seleccionado en la segunda ronda en la Reunión Anual de Selección de Jugadores de la NFL de 2016. Hizo su debut profesional con el equipo Detroit Lions, en el cual jugó cuatro temporadas (2016-2020), después pasó a Los Angeles Rams (2020-2023), luego a New York Giants, donde lleva jugando una temporada.